# 127小时
《127小时》（英語：127 Hours）是一部於2010年上映的美国惊险片，由英国导演丹尼·鲍伊执导，改编自美国登山家艾伦·洛斯顿的自传《在岩石与险境间》，讲述其2003年在犹他州攀登大峽谷时发生意外，其右手前臂被巨石压住而动弹不得，经过127个小时的不懈努力得以脱困的故事。

## 劇情
講述了登山家艾倫·洛斯頓的右手臂被困在猶他州的沙漠的一個巨石後，他是如何被迫使用一把低品質多功能工具刀断臂求生，與靠著和家人、親友、愛人之間的回憶支撐下去的真實經歷。

## 演員
| 演員                          | 角色                         | 備註                   |
| ----------------------------- | ---------------------------- | ---------------------- |
| 詹姆斯·法蘭科（James Franco） | 艾倫·洛斯頓                  | 主角                   |
| 凱特·瑪拉（Kate Mara）        | 克莉絲蒂（Kristi）           | 兩名迷路的女登山客之一 |
| 安柏·譚柏林                   | 梅根（Megan）                | 迷路女登山客之一       |
| 崔特·威廉斯                   | 賴瑞·洛斯頓（Larry Ralston） | 艾倫的爸爸             |
| 凱特·波頓                     | 唐娜·洛斯頓（Donna Ralston） | 艾倫的媽媽             |
| 莉茲·凱普蘭                   | 桑潔·洛斯頓（Sonja Ralston） | 艾倫的妹妹             |
| 約翰·勞倫斯                   | 布萊恩（Brian）              | 艾倫的同事             |
| 克蕾曼絲·波西                 | 拉娜（Rana）                 | 艾倫的女友             |

## 評價
爛番茄新鮮度93%，基於217條評論，平均分為8.3/10，而在Metacritic上得到82分，收穫普遍好評。

## 榮譽
| 頒獎典禮           | 獎項                     | 結果 |
| ------------------ | ------------------------ | ---- |
| 第83届奥斯卡金像奖 | 最佳影片                 | 提名 |
| 第83届奥斯卡金像奖 | 最佳男主角               | 提名 |
| 第83届奥斯卡金像奖 | 最佳改编剧本             | 提名 |
| 第83届奥斯卡金像奖 | 最佳原创音乐             | 提名 |
| 第83届奥斯卡金像奖 | 最佳原创歌曲-"If I Rise" | 提名 |
| 第83届奥斯卡金像奖 | 最佳剪辑                 | 提名 |

## 流行文化
2016年上映的超级英雄电影《惡棍英雄：死侍》中，死侍在逃脱钢人的拘束的时提及了本片，并仿效片中主角所为将自己的右手砍掉从而逃跑。